# Doogh

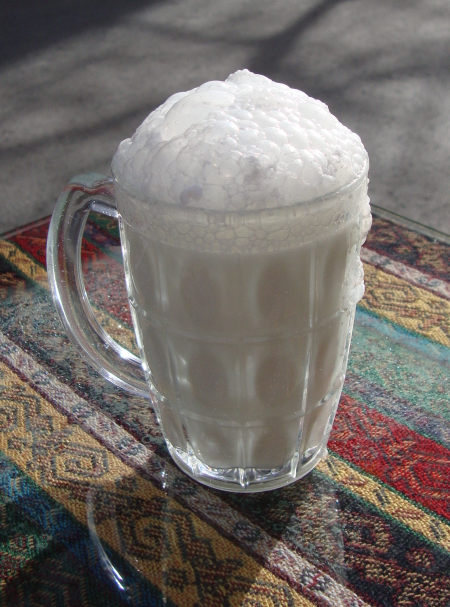
Ayran fresco y espumado en Estambul.

El ayran (en turco AFI /aɪˈran/; en albanés, dhallë; en árabe, عيران 'airan o شنينة shanina; en armenio, Թան tahn; en asirio, döweh; en búlgaro, айрян o a veces мътеница / бърканица; en griego, Αϊράνι; en kazajo, Айран;  en macedonio, матеница, аjрaн) es una bebida elaborada a base de yogur, agua, sal y menta. El yogur utilizado proviene de leche de oveja y tiene un sabor espeso, sabroso y ligeramente ácido (en ocasiones mediante el uso añadido de unas gotas de zumo de limón).
Es muy popular en Turquía y otros pueblos túrquicos, Armenia, los Balcanes, y los árabes, asirios y kurdos del Levante.

## Elaboración
Su elaboración básica es muy sencilla, y consiste en licuar los ingredientes y añadirles hielo para consumir el ayran frío. Se utiliza como acompañamiento en las comidas.

## Variaciones

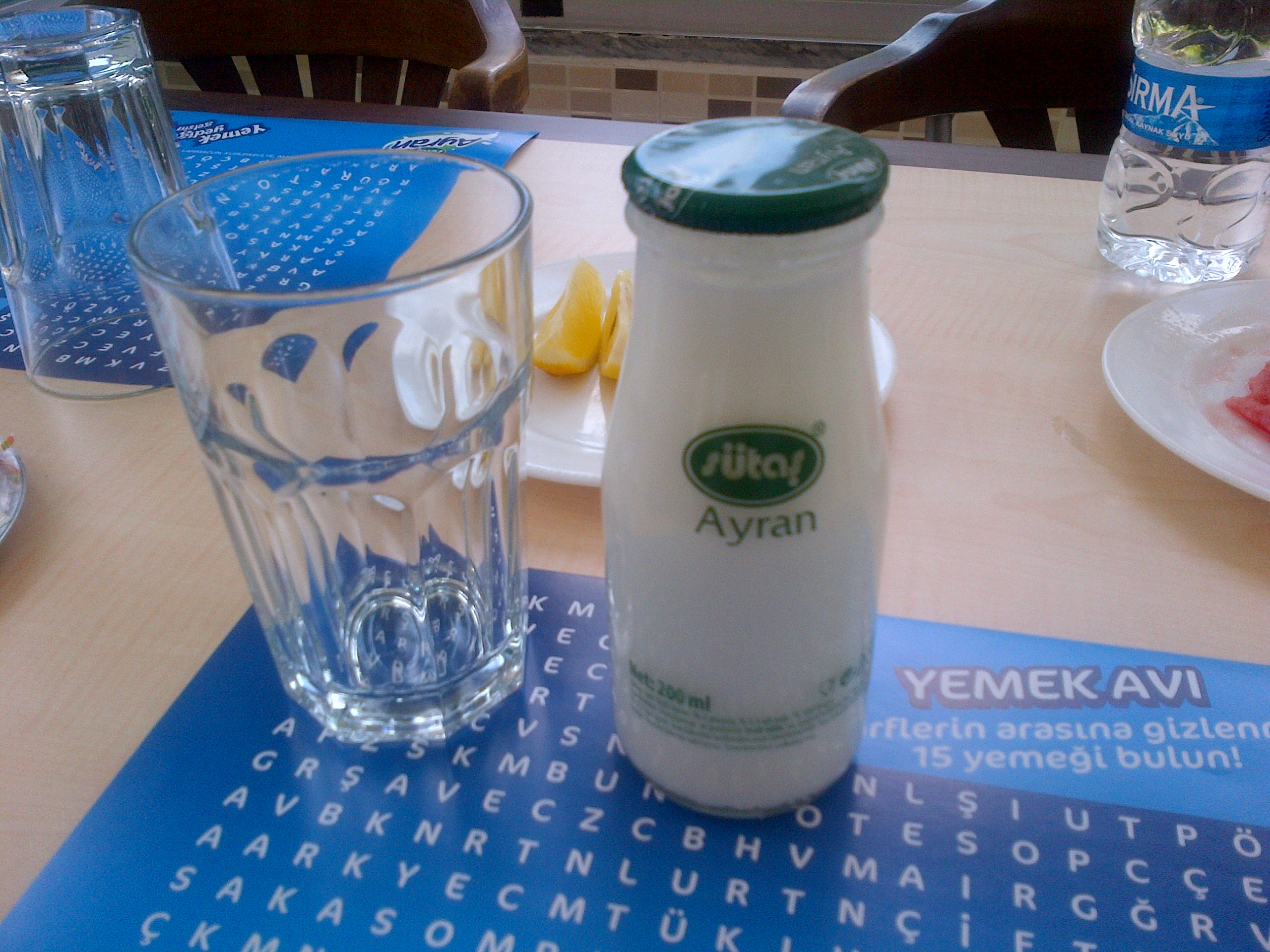
Ayran embotellado.

Esta bebida tiene diversas versiones que se toman por toda Asia Occidental y Meridional con diferentes nombres.

### Doogh
El doogh es una variante del ayran. Es popular en Irán, Líbano, Siria, Afganistán y los Balcanes. En su elaboración se mezclan los ingredientes y se emulsionan durante un tiempo prolongado para obtener un preparado espumoso.